# Elisa Molinarolo
Elisa Molinarolo (Soave, 29 gennaio 1994) è un'astista italiana.

## Biografia
All'età di 3 anni ha iniziato la pratica della ginnastica artistica in provincia di Verona, seguendo le orme della sorella. All'età di 12 anni si trasferisce a Padova e nel 2008 subisce un infortunio alla spalla che la tiene ferma un anno. Al suo ritorno alle gare nel 2009 vince il titolo di campionessa italiana juniores del volteggio. Nell'estate del 2011 è passata al salto con l'asta, arrivando in pochi mesi a vestire la maglia azzurra per la categoria allieve.
Nel 2017 ha conquistato la sua prima medaglia d'oro (e quindi titolo di campionessa italiana) ai campionati italiani assoluti di atletica leggera all'aperto. Nel 2020 è riuscita ad ottenere anche il titolo al coperto, per poi rivincere i campionati italiani all'aperto del 2021. A maggio dello stesso anno ha saltato 4,55m, terzo miglior risultato assoluto nel salto con l'asta femminile italiano.
Ad agosto 2021 viene convocata alle Olimpiadi di Tokyo e successivamente partecipa ai Mondiali indoor di Belgrado nel 2022 (8º), ai Mondiali outdoor di Eugene 2022 (16º), agli Europei outdoor di Monaco 2022 (18º) e agli Europei indoor di Istanbul 2023 (9º).
Sempre nel 2023 partecipa ai mondiali di Budapest, dove diventa la prima italiana nella storia della competizione a raggiungere la finale nel salto con l'asta migliorando il proprio record personale in semifinale (4,65 m). Nell'atto finale, poi, si classificherà in nona posizione.
Nel 2024 stabilisce il nuovo record italiano indoor saltando 4,66 m. Nella stagione all'aperto conclude al sesto posto la sua prima finale europea e alle Olimpiadi di Parigi è la prima italiana (insieme a Roberta Bruni) a qualificarsi per una finale olimpica, dove poi ha conquistato il sesto posto con 4,70 m, migliorando il suo record personale.
È allenata da Marco Chiarello e fidanzata con Marcello Palazzo.

## Progressione

### Salto con l'asta
| Stagione | Misura | Luogo      | Data      | Rank. Mond. |
| -------- | ------ | ---------- | --------- | ----------- |
| 2024     | 4,70 m | Parigi     | 7-8-2024  |             |
| 2023     | 4,68 m | Chiari     | 4-9-2023  |             |
| 2022     | 4,45 m | Bergamo    | 15-5-2022 |             |
| 2021     | 4,55 m | Firenze    | 15-5-2021 |             |
| 2020     | 4,25 m | Padova     | 30-8-2020 |             |
| 2019     | 4,41 m | Vicenza    | 2-6-2019  |             |
| 2018     | 4,20 m | San Biagio | 29-4-2018 |             |
| 2017     | 4,25 m | Trieste    | 2-7-2017  |             |
| 2016     | 4,05 m | Rieti      | 26-6-2016 |             |
| 2015     | 3,90 m | Rieti      | 13-6-2015 |             |
| 2014     | 3,80 m | Verona     | 11-5-2014 |             |
| 2013     | 3,90 m | Verona     | 13-7-2013 |             |
| 2012     | 3,80 m | Caorle     | 3-6-2012  |             |
| 2011     | 3,30 m | Rieti      | 1-10-2011 |             |

### Salto con l'asta indoor
| Stagione | Misura | Luogo  | Data      | Rank. Mond. |
| -------- | ------ | ------ | --------- | ----------- |
| 2023/24  | 4,66 m | Ancona | 17-2-2024 |             |
| 2022/23  | 4,52 m | Ancona | 18-2-2023 |             |
| 2021/22  | 4,46 m | Ancona | 27-2-2022 |             |
| 2020/21  | 4,40 m | Padova | 25-4-2021 |             |
| 2019/20  | 4,30 m | Ancona | 22-2-2020 |             |
| 2018/19  | 4,20 m | Ancona | 17-2-2019 |             |
| 2017/18  | 4,35 m | Padova | 20-1-2018 |             |
| 2016/17  | 4,10 m | Ancona | 19-2-2017 |             |
| 2015/16  | 3,90 m | Ancona | 6-3-2016  |             |
| 2014/15  | 3,80 m | Ancona | 7-2-2015  |             |
| 2013/14  | 3,70 m | Padova | 8-1-2014  |             |
| 2012/13  | 3,78 m | Modena | 20-1-2013 |             |
| 2011/12  | 3,85 m | Ancona | 26-2-2012 |             |

## Palmarès
| Anno | Manifestazione  | Sede      | Evento           | Risultato | Prestazione | Note                                     |
| ---- | --------------- | --------- | ---------------- | --------- | ----------- | ---------------------------------------- |
| 2021 | Giochi olimpici | Tokyo     | Salto con l'asta | 18ª (q)   | 4,40 m      |                                          |
| 2022 | Mondiali indoor | Belgrado  | Salto con l'asta | 8ª        | 4,45 m      |                                          |
| 2022 | Mondiali        | Eugene    | Salto con l'asta | 16ª (q)   | 4,35 m      |                                          |
| 2022 | Europei         | Monaco    | Salto con l'asta | 18ª (q)   | 4,25 m      |                                          |
| 2023 | Europei indoor  | Istanbul  | Salto con l'asta | 9º (q)    | 4,45 m      |                                          |
| 2023 | Mondiali        | Budapest  | Salto con l'asta | 9ª        | 4,50 m      | [ 2 ]                                    |
| 2024 | Europei         | Roma      | Salto con l'asta | 6ª        | 4,58 m      |                                          |
| 2024 | Giochi olimpici | Parigi    | Salto con l'asta | 6ª        | 4,70 m      | Miglior prestazione personale            |
| 2025 | Europei indoor  | Apeldoorn | Salto con l'asta | 7ª        | 4,55 m      |                                          |
| 2025 | Mondiali indoor | Nanchino  | Salto con l'asta | 7ª        | 4,60 m      | Miglior prestazione personale stagionale |

## Campionati nazionali
- 3 volte campionessa nazionale assoluta del salto con l'asta (2017, 2021, 2025)
- 3 volte campionessa nazionale assoluta indoor del salto con l'asta (2020, 2022, 2024)

2011
- 7ª ai campionati italiani allievi, salto con l'asta - 3,30 m

2012
- Argento ai campionati italiani juniores indoor, salto con l'asta - 3,70 m
- 6ª ai campionati italiani assoluti indoor, salto con l'asta - 3,85 m
- Bronzo ai campionati italiani juniores, salto con l'asta - 3,80 m
- 12ª ai campionati italiani assoluti, salto con l'asta - 3,70 m

2013
- 13ª ai campionati italiani assoluti indoor, salto con l'asta - 3,70 m
- Bronzo ai campionati italiani juniores indoor, salto con l'asta - 3,70 m
- Bronzo ai campionati italiani juniores, salto con l'asta - 3,70 m
- 10ª ai campionati italiani assoluti, salto con l'asta - 3,70 m

2014
- Bronzo ai campionati italiani under 23 indoor, salto con l'asta - 3,70 m
- 9ª ai campionati italiani assoluti indoor, salto con l'asta - 3,70 m
- Bronzo ai campionati italiani under 23, salto con l'asta - 3,80 m
- Eliminato in qualificazione ai campionati italiani assoluti, salto con l'asta - 3,60 m

2015
- 4ª ai campionati italiani under 23 indoor, salto con l'asta - 3,80 m
- 13ª ai campionati italiani assoluti indoor, salto con l'asta - 3,60 m
- Argento ai campionati italiani under 23, salto con l'asta - 3,90 m
- 9ª ai campionati italiani assoluti, salto con l'asta - 3,85 m

2016
- 4ª ai campionati italiani under 23 indoor, salto con l'asta - 3,80 m
- 7ª ai campionati italiani assoluti indoor, salto con l'asta - 3,90 m
- Argento ai campionati italiani under 23, salto con l'asta - 3,90 m
- 5ª ai campionati italiani assoluti, salto con l'asta - 4,05 m

2017
- Bronzo ai campionati italiani assoluti indoor, salto con l'asta - 4,10 m
- Oro ai campionati italiani assoluti, salto con l'asta - 4,25 m

2018
- nm ai campionati italiani assoluti indoor, salto con l'asta
- Argento ai campionati italiani assoluti, salto con l'asta - 4,15 m

2019
- Bronzo ai campionati italiani assoluti indoor, salto con l'asta - 4,20 m
- Bronzo ai campionati italiani assoluti, salto con l'asta - 4,20 m

2020
- Oro ai campionati italiani assoluti indoor, salto con l'asta - 4,30 m
- Argento ai campionati italiani assoluti, salto con l'asta - 4,25 m

2021
- Argento ai campionati italiani assoluti indoor, salto con l'asta - 4,31 m
- Oro ai campionati italiani assoluti, salto con l'asta - 4,50 m

2022
- Oro ai campionati italiani assoluti indoor, salto con l'asta - 4,46 m
- Argento ai campionati italiani assoluti, salto con l'asta - 4,45 m

2023
- Argento ai campionati italiani assoluti indoor, salto con l'asta - 4,52 m
- Argento ai campionati italiani assoluti, salto con l'asta - 4,30 m

2024
- 4ª ai campionati italiani assoluti, salto con l'asta 4,25 m
- Oro ai campionati italiani assoluti indoor, salto con l'asta - 4,66 m

2025
- Oro ai campionati italiani assoluti, salto con l'asta - 4,52 m
- Argento ai campionati italiani assoluti indoor, salto con l'asta - 4,48 m

## Altre competizioni internazionali
2022
- 8ª al Golden Gala ( Roma), salto con l'asta - 4,40 m

2023
- 6ª alla Weltklasse Zürich ( Zurigo), salto con l'asta - 4,51 m
- 8ª al Golden Gala ( Firenze), salto con l'asta - 4,41 m

2024
- Oro al Folksam GP Stockholm Indoor ( Stoccolma), salto con l'asta indoor - 4,63 m
- Bronzo al Meeting international Mohammed VI d'athlétisme de Rabat ( Marrakech), salto con l'asta - 4,55 m

2025
- Campionati europei a squadre di atletica leggera ( Madrid)